# Delta Leonis
δ Leonis (Delta Leonis) ist ein Stern im Sternbild Löwe. Er trägt die historischen Eigennamen Duhr (auch Dhur) sowie auch Zubra oder Zosma („Lendenschurz“ oder „Umgürtung“).
δ Leonis ist knapp 60 Lichtjahre entfernt und besitzt eine scheinbare Helligkeit von 2,6 mag. Er gehört der Spektralklasse A4 an.
Die IAU hat am 20. Juli 2016 den historischen Eigennamen Zosma auch als standardisierten Eigennamen für diesen Stern festgelegt.